# مقاطعة هنري (آيوا)
مقاطعة هنري (بالإنجليزية: Henry County)‏ هي إحدى مقاطعات ولاية آيوا في الولايات المتحدة الأمريكية.

## أعلام
- ماري لينكولن بيكويث
- جون بي يونت